# Парцвания, Темур Рафиелович
Тему́р Рафие́лович Парцва́ния (укр. Темур Рафіелович Парцванія; род. 6 июля 1991, Тбилиси) — украинский футболист, защитник. Выступал за юношеские сборные и молодёжную сборную Украины. В 2009 году стал чемпионом Европы в составе сборной до 19 лет.

## Клубная карьера
Родился 6 июля 1991 в Тбилиси. В начале 2008 года переехал на Украину и вскоре принял украинское гражданство. В детско-юношеской футбольной лиге Украины выступал за «Отрадный» и «Динамо» (Киев). Дебютировал в «Динамо-2» 29 февраля 2008 года в матче с киевским ЦСКА (3:2). Летом 2008 года отправился вместе с первой командой «Динамо» на сборы в Австрию.
В феврале 2010 года был приглашён на просмотр в киевский «Арсенал». В 2011 году появилась информация об интересе к игроку американского клуба «Лос-Анджелес Гэлакси». В июле 2012 года побывал на просмотре во французском клубе «Эвиан». В сезоне 2012/13 выступал на правах аренды за запорожский «Металлург». Затем перешёл в «Волынь». За луцкий клуб дебютировал 27 июля 2013 года в выездном матче против запорожского «Металлурга».
Летом 2015 стал игроком донецкого «Олимпика». В составе команды в чемпионате Украины дебютировал 29 августа 2015 года в выездном матче против луцкой «Волыни» (0:1). В сезоне 2016/17 его команда заняла 4-е место в чемпионате Украины, получив право выступать в Лиге Европы. В апреле 2017 года получил травму, из-за которой пропустил окончание сезона. 30 июня 2017 года завершился срок контракта с «Олимпиком», и Парцвания не стал его продлевать. В августе восстановился от травмы и приступил к тренировками, поддерживая форму с дублирующим составом «Динамо». В сентябре 2017 года стал игроком черниговской «Десны».
Зимой 2018 года подписал двухлетний контракт с донецким «Олимпиком». После проигранной игры чемпионата одесскому «Черноморцу» (1:3) президент «Олимпика» Владислав Гельзин заподозрил нескольких игроков своей команды в договорном матче и предложил пройти им проверку на полиграфе. Подозрения не были подтверждены, КДК ФФУ снял с игроков все обвинения. В конце апреля 2018 года Парцвания покинул клуб по обоюдному согласию сторон.
Летом 2021 года перешёл в казахстанский «Жетысу».

### Карьера в сборной
Провёл 5 игр за сборную Украины до 17 лет. Вместе с юношеской сборной Украины до 19 лет выиграл чемпионат Европы до 19 лет, в финале Украина обыграла Англию (2:0).

## Достижения
- Чемпион Европы среди юношей (U-19): 2009

## Статистика
| Сезон   | Клуб                    | Лига                 | Чемпионат | Чемпионат | Кубок | Кубок | Дубль | Дубль |
| Сезон   | Клуб                    | Лига                 | Игры      | Голы      | Игры  | Голы  | Игры  | Голы  |
| ------- | ----------------------- | -------------------- | --------- | --------- | ----- | ----- | ----- | ----- |
| 2007/08 | Динамо (Киев)           | Высшая лига Украины  | 0         | 0         | 0     | 0     | 4     | 1     |
| 2007/08 | → Динамо-2 (Киев)       | Первая лига Украины  | 14        | 0         | —     | —     | —     | —     |
| 2008/09 | → Динамо-2 (Киев)       | Первая лига Украины  | 20        | 0         | —     | —     | —     | —     |
| 2009/10 | → Динамо-2 (Киев)       | Первая лига Украины  | 17        | 1         | —     | —     | —     | —     |
| 2010/11 | → Динамо-2 (Киев)       | Первая лига Украины  | 26        | 0         | —     | —     | —     | —     |
| 2011/12 | Динамо (Киев)           | Премьер-лига Украины | 0         | 0         | 0     | 0     | 17    | 1     |
| 2012/13 | → Динамо-2 (Киев)       | Первая лига Украины  | 3         | 0         | —     | —     | —     | —     |
| 2012/13 | → Металлург (Запорожье) | Премьер-лига Украины | 7         | 0         | 1     | 0     | 7     | 0     |
| 2013/14 | Волынь                  | Премьер-лига Украины | 13        | 0         | 0     | 0     | 6     | 0     |
| 2014/15 | Волынь                  | Премьер-лига Украины | 10        | 0         | 0     | 0     | 7     | 1     |
| 2015/16 | Олимпик (Донецк)        | Премьер-лига Украины | 17        | 0         | 3     | 0     | 0     | 0     |
| 2016/17 | Олимпик (Донецк)        | Премьер-лига Украины | 13        | 0         | 1     | 0     | 0     | 0     |
| 2017/18 | Десна                   | Первая лига Украины  | 10        | 1         | 3     | 0     | —     | —     |